# オハラ・デービス
オハラ・デービス（Ohara Davies、1992年2月9日 - ）は、イギリスのプロボクサー。イングランドインナー・ロンドンハックニー区出身。

## 来歴
2016年11月26日、ロンドンのウェンブリー・アリーナでWBC世界スーパーライト級シルバー王者のアンドレア・スカルパと対戦し、12回3-0（120-108×3）の判定勝ちを収め王座を獲得した。
2017年3月4日、ロンドンのO2アリーナで元WBA世界スーパーライト級暫定王者のデリー・マシューズと対戦し、3回2分55秒TKO勝ちを収め初防衛に成功した。
2017年7月8日、グラスゴーのブラエヘッド・アリーナでコモンウェルスイギリス連邦スーパーライト級王者のジョシュ・テイラーと対戦し、7回2分25秒TKO負けを喫し2度目の防衛に失敗、王座から陥落した。
2018年10月6日、レスターのレスター・アリーナでWBOインターコンチネンタルスーパーライト級王者のジャック・カテラルと対戦し、12回0-3（113-115×2、110-118）の判定負けを喫し王座獲得に失敗した。
2019年6月28日、ロンドンのヨーク・ホールで元IBF世界ライト級王者のミゲル・バスケスと対戦し、10回97-94の判定勝ちを収めた。
2023年3月4日、ニューカッスルのウティリタ・アリーナでWBA世界スーパーライト級4位のルイス・リトソンとWBA世界スーパーライト級挑戦者決定戦を行い、9回2分23秒KO勝ちを収めアルベルト・プエジョへの挑戦権を獲得した。
2023年7月4日、オスカー・デ・ラ・ホーヤのゴールデンボーイ・プロモーションズとアミール・カーン以来となるイギリス人ボクサーとして契約を結んだ。
2023年12月2日、ヒューストンのトヨタセンターで元WBA世界スーパーライト級暫定王者でWBA世界スーパーライト級4位のイスマエル・バローゾとWBA世界スーパーライト級暫定王座決定戦を行う予定だったが、デービスのビザの遅延により延期が発表された。
2024年1月6日、ラスベガスのヴァージン・ホテルズ・ラスベガスでイスマエル・バローゾとの延期試合を行い、初回でバローゾに2度のダウンを奪われ、レフェリーストップで初回1分53秒TKO負けを喫し王座獲得に失敗した。

## 獲得タイトル
- BBBofCイギリスライト級王座
- WBC世界スーパーライト級シルバー王座
- WBCインターナショナルスーパーライト級王座